# デルマドローム
デルマドローム (dermadrome)とは、皮膚以外の臓器疾患に由来する皮膚病変のこと。欧米では"skin manifestations of internal disorders"と表現し、"dermadromes"という用語は一般に使用されない。
"dermadorme"という言葉は、1947年 米国のKurt Wienerの著書「SKIN MANIFESTATIONS of INTERNAL DISORDERS (DERMADROMES)」で初めて用いられた。
内臓悪性腫瘍などが存在する時に現れる皮膚の症状である（デルマトームとは違う）。胃癌、肺癌といった頻度の高い悪性腫瘍でよく出る。現在でも、この所見があれば、悪性腫瘍の探索目的で画像診断を勧められる。
以下に有名なデルマドロームを列挙する。
1. 皮膚筋炎
2. RS3PE症候群
3. 環状紅斑
4. 壊疽性膿皮症
5. 後天性魚鱗癬--造血器腫瘍の合併がみられることがある。
6. 黒色表皮腫
7. レーザー-トレラー兆候 (Leser-Trelat sign)：極短時間に脂漏性角化症が急速に多発すること。内臓悪性腫瘍の合併が疑われる。
8. Sweet病
9. 水疱性類天疱瘡
10. 汎発性帯状疱疹
11. 難治性皮膚掻痒症
12. 後天性多毛症
13. 紅皮症(丘疹－紅皮症)
14. 壊死性遊走性紅斑
15. POEMS症候群（Crow-Fukase syndrome）
16. Bazex症候群
17. Muir-Torre症候群
18. Gardner症候群
19. Wolf's isotopic response [2] - ある皮膚疾患罹患部に一致して、別の皮膚病変が生じる現象。帯状疱疹後肉芽腫などがこれにあたる。帯状疱疹後肉芽腫では血液悪性腫瘍の合併が多い。